# Río Águeda (afluente del Voga)
El río Águeda es un río del oeste de la península ibérica que discurre por los distritos de Aveiro y Viseo, en Portugal. Es uno de los afluentes de río Voga. 

## Curso
El Águeda nace en la sierra de Caramulo, cerca de São João do Monte en el concelho (municipio) de Tondela. Tiene unos 40 kilómetros de largo y desemboca en el mencionado río Voga, en el distrito de Aveiro.

## Afluentes
- Río Cértima
- Río Alfusqueiro
- Río Agadão